# The End of a Summer
The End of a Summer is het eerste muziekalbum dat de Duitse pianiste Julia Hülsmann opnam voor het kwaliteitslabel ECM Records. Hülsmann speelt met haar muzikale partners melodieuze jazz, waarbij het ritme een essentieel onderdeel is, maar niet op de voorgrond treedt. De sfeer van het album wordt nostalgisch en ademend genoemd. Dit omdat juist in een tijd, waarin de populaire muziek de nadruk kwam te liggen op ritme, zij trouw bleef aan de melodielijnen. Ook de helderheid van stemmen valt op, waarbij Hülsmann met zo weinig mogelijke bewegingen een zo groot mogelijke expressiviteit probeert te bewerkstelligen. Het album is opgenomen in de Rainbow Studio in Oslo onder leiding van geluidstechnicus Jan Erik Kongshaug. Vlak na dit album waren Hülsmann en haar mannen in dezelfde studio om bij te dragen aan het album Fasil van Marc Sinan.

## Musici
Het trio speelt al jaren in dezelfde samenstelling
- Julia Hülsmann – piano
- Marc Muellbauer – contrabas
- Heinrich Köbberling - slagwerk

## Composities
De opnamen bestaan uit een combinatie van compositie en improvisatie. Aangezien het trio al jarenlang in deze samenstelling speelt, lijken de opgenomen tracks van één hand te komen, ook het werk van Seal had net zo goed door een van de trioleden geschreven kunnen zijn.
1. The end of a summer (Hülsmann) (5:28) (een groet aan de verdwijnende zomer)
2. Konbanwa (Köbberling) (4:31) (uit 1999; is Japans voor goedenavond, Hülsmann speelt hier alleen akkoorden die een melodie lijken te zijn)
3. Kiss from a rose (Seal) (4:05)
4. Last one out (Muellbauer)(4:01)
5. Quint (Hülsmann)(4:05)
6. Senza (Hülsmann)(5:22) (uit haar New York-tijd en opgedragen aan Richard Beirach)
7. Not the end of the world (Hülsmann)(6:43) (geschreven in haar New York-tijd, is een studie in dalende toonladders;
8. Sepia (Hülsmann)(3:44)(was origineel een bossanova maar is hier in een andere stijl opgenomen);
9. Gelb (Hülsmann)(4:46)
10. Where in the world (Köbberling)(4:28)

## Bron
- Uitgave ECM
- aanvullende teksten bij composities, iclassics.com (niet meer beschikbaar)